# Secondhand Serenade
Secondhand Serenade is een Amerikaanse akoestische-rockband. De leadzanger en gitarist is John Vesely. Het project begon in Californië in 2004. Vesely lanceerde sinds zijn debuut vier studio-albums.

## Geschiedenis

### Vroege beginjaren (2004–2006)
John Joseph Vesely begon 'Secondhand Serenade' in zijn geboortestad Menlo Park in Californië in 2004. Hier schreef hij zijn eerste nummers.
Vesely speelde toen al 8 jaar basgitaar in verschillende bandjes. Hij was de zoon van een bekende jazz-artiest. Nadat hij zijn vrouw Breanna Russell had ontmoet wilde ze dat hij voor haar een serenade schreef. Hierdoor begon hij akoestische gitaar te spelen en hij besloot om singer-songwriter te worden in plaats van basgitarist.
'Secondhand Serenade' is een woordspeling. "Serenade" komt van "een serenade voortbrengen" en "Second-hand" betekent tweedehands, maar hier gaat het om dat de fans als tweede het nummer horen, omdat ze eerst opgedragen geweest zijn aan zijn vrouw.
In 2005 kwam het eerste album Awake uit.

### Awakeopnieuw uitgebracht (2007)
In het begin van 2007 werd Awake opnieuw uitgebracht door Glassnote Records met twee extra nummers. Hij kwam hiermee in vele chartlists.
Van Awake werd de single "Vulnerable" uitgebracht. Het nummer kreeg een videoclip, die gecomponeerd werd door Frank Borin.

### A twist in my story(2008–2009)
A Twist in My Story werd uitgebracht op 19 februari 2008 en bevatte nummers van Awake zoals "Maybe" and "Your call", maar gereproduceerd met een volledige band. Hij haalde met "Fall for you" een Platinum-status in de hitlijsten van Amerika.
Om de release te steunen bracht Secondhand Serenade veel tijd door met toeren met verschillende bands als Making April, Automatic Loveletter en The White Tie Affair. De leden van de tourband waren min of meer bekende gezichten: John Harvey (basgitaar), Lucas Vesely (Vesely's broer) (keyboard), Alex Sier (leadgitaar) en Tom Breyfogle (drums).

### Hear me nowenWeightless EP(2010–2011)
In augustus 2010 kwam het derde album Hear me now uit en bevatte nummers die meer up-beat zijn en niet meer akoestisch. Het intieme van de eerdere albums van Secondhand Serenade wordt enigszins de das omgedaan door de drang naar toegankelijkere muziek voor het grote publiek. Door het ontbreken van de typische akoestische sound werd het album daardoor wisselend ontvangen door fans. Het album werd uitgebracht door de platenmaatschappij Glassnote Records. Veel van de nummers zijn ook niet zelfstandig door John Vesely geschreven, maar met behulp van Aaron Johnson.
Op 3 maart 2011 werd de ep Weightless digitaal uitgebracht.

### A naked twist in my storyenUndefeated(2012-heden)
Als 'cadeau' voor de fans die de akoestische stijl van de eerdere albums van Vesely konden waarderen, bracht Vesely op 11 september 2012 het album A naked twist in my story uit. Alle nummers van het album A twist in my story werden hier opnieuw akoestisch opgenomen, met alleen Vesely als producent. Ook werd er één nieuw nummer aan het album toegevoegd, genaamd "Belong to". Veel fans konden dit album waarderen, en het album werd goed ontvangen.
Op 27 oktober 2014 verschijnt het vierde album Undefeated, waarop 3 nummers staan die Vesely samen met zijn vriendin Veronica Ballestrini zingt.

## The Rebel Roads
Eind april 2016 brengen Ballestrini en Vesely op YouTube samen hun eerste single "First to know" uit onder de nieuwe artiestennaam The Rebel Roads, dat een meer country-geluid omarmd.
Op 1 april 2017 trouwen Veronica Ballestrini en John Vesely.

## Discografie

### Albums
- Awake (2005)
- A Twist In My Story (2008)
- Hear Me Now (2010)
- Undefeated (2014)

### Singles
- Vulnerable (2007)
- Fall for You (2008)
- A Twist In My Story (2008)
- Last Time (2008)
- Your Call (2008)
- Something More (2010)
- Shake It Off (2013)
- Lost (2017)

### Ep's
- Weightless (2011)